# 小山水库 (双辽)
小山水库是中国吉林省四平市双辽市境内的一座水库，位于新开河上，建于1976年。水库正常库容为614万立方米，集雨面积为165平方千米，海拔为152.4米。